# Night of Champions
Die Night of Champions (kurz NOC) war ein Bodybuilding-Wettbewerb, der von 1978 bis einschließlich 2004 jedes Jahr in New York City stattfand. Ab 2005 wurde er durch die New York Pro abgelöst.
Der Bewerb, der erstmals im Jahr 1978 ausgetragen wurde und galt, wie auch sein späterer Nachfolger, als eines der Top-Profi-Bodybuilding-Events. Die ersten fünf Finalisten qualifizierten sich für den „Mr. Olympia“-Wettbewerb. Im Jahr 1981 wurde erstmals Frauenbodybuilding-Wettkämpfe bei der NOC ausgetragen, diese wurde allerdings in den Folgejahren wieder abgesagt und fanden wieder 2003 statt, zusammen mit diversen Unterkategorien. In diesem Jahr gab es Wettstreite im Bodybuilding der Männer, sowie in den Unterkategorien der Frauenbodybuildings „Leichtgewicht“, „Mittelgewicht“ und „Schwergewicht“, sowie in den „Fitness“- und „Figur“-Competitions. Im Jahre 2004 wurden einige Kategorien des Wettbewerbs gestrichen, wobei die beiden letztgenannten Wettkämpfe aus dem Bewerb fielen und stattdessen auch eine Gesamtsiegerin im Frauenbodybuilding gewählt wurde. In der Kategorie „Mittelgewicht“ gab es jedoch keine Siegerin.
Im Jahr 2005 wurde der Wettbewerb in New York Pro umbenannt und unter diesem Titel sowie unter einer Reihe neuer Bewerbe weitergeführt. Fitness- und Figur-Wettbewerbe wurden im Rahmen der New York Pro bereits seit 2002 hinzugefügt, aber beide wurden zu diesem Zeitpunkt noch als völlig getrennte Veranstaltungen an verschiedenen Tagen ausgeführt.

## Liste der Gewinner des Wettbewerbs
|      | Bodybuilding Männer                  | Bodybuilding Frauen                  | Bodybuilding Frauen                  | Bodybuilding Frauen                  | Bodybuilding Frauen                  | Fitness Competition Frauen           | Figur Competition Frauen             |                                      |
| Jahr | Gesamt                               | Gesamt                               | Leichtgewicht                        | Mittelgewicht                        | Schwergewicht                        | Gesamt                               | Gesamt                               | Veranstaltungsort                    |
| ---- | ------------------------------------ | ------------------------------------ | ------------------------------------ | ------------------------------------ | ------------------------------------ | ------------------------------------ | ------------------------------------ | ------------------------------------ |
| 1978 | Robby Robinson                       |                                      |                                      |                                      |                                      |                                      |                                      | New York City, New York              |
| 1979 | Robby Robinson                       |                                      |                                      |                                      |                                      |                                      |                                      | New York City, New York              |
| 1980 | Chris Dickerson                      |                                      |                                      |                                      |                                      |                                      |                                      | New York City, New York              |
| 1981 | Chris Dickerson                      | Carla Dunlap                         |                                      |                                      |                                      |                                      |                                      | New York City, New York              |
| 1982 | Albert Beckles                       | -- nicht ausgetragen --              |                                      |                                      |                                      |                                      |                                      | New York City, New York              |
| 1983 | Lee Haney                            | -- nicht ausgetragen --              |                                      |                                      |                                      |                                      |                                      | New York City, New York              |
| 1984 | Albert Beckles                       | -- nicht ausgetragen --              |                                      |                                      |                                      |                                      |                                      | New York City, New York              |
| 1985 | Albert Beckles                       | -- nicht ausgetragen --              |                                      |                                      |                                      |                                      |                                      | New York City, New York              |
| 1986 | Lee Labrada                          | -- nicht ausgetragen --              |                                      |                                      |                                      |                                      |                                      | New York City, New York              |
| 1987 | Gary Strydom                         | -- nicht ausgetragen --              |                                      |                                      |                                      |                                      |                                      | New York City, New York              |
| 1988 | Phil Hill                            | -- nicht ausgetragen --              |                                      |                                      |                                      |                                      |                                      | New York City, New York              |
| 1989 | Vince Taylor                         | -- nicht ausgetragen --              |                                      |                                      |                                      |                                      |                                      | New York City, New York              |
| 1990 | Mohammed Benaziza                    | -- nicht ausgetragen --              |                                      |                                      |                                      |                                      |                                      | New York City, New York              |
| 1991 | Dorian Yates                         | -- nicht ausgetragen --              |                                      |                                      |                                      |                                      |                                      | New York City, New York              |
| 1992 | Kevin Levrone                        | -- nicht ausgetragen --              |                                      |                                      |                                      |                                      |                                      | New York City, New York              |
| 1993 | Porter Cottrell                      | -- nicht ausgetragen --              |                                      |                                      |                                      |                                      |                                      | New York City, New York              |
| 1994 | Mike Francois                        | -- nicht ausgetragen --              |                                      |                                      |                                      |                                      |                                      | New York City, New York              |
| 1995 | Nasser El Sonbaty                    | -- nicht ausgetragen --              |                                      |                                      |                                      |                                      |                                      | New York City, New York              |
| 1996 | Flex Wheeler                         | -- nicht ausgetragen --              |                                      |                                      |                                      |                                      |                                      | New York City, New York              |
| 1997 | Chris Cormier                        | -- nicht ausgetragen --              |                                      |                                      |                                      |                                      |                                      | New York City, New York              |
| 1998 | Ronnie Coleman                       | -- nicht ausgetragen --              |                                      |                                      |                                      |                                      |                                      | New York City, New York              |
| 1999 | Paul Dillett                         | -- nicht ausgetragen --              |                                      |                                      |                                      |                                      |                                      | New York City, New York              |
| 2000 | Jay Cutler                           | -- nicht ausgetragen --              |                                      |                                      |                                      |                                      |                                      | New York City, New York              |
| 2001 | Orville Burke                        | -- nicht ausgetragen --              |                                      |                                      |                                      |                                      |                                      | New York City, New York              |
| 2002 | Markus Rühl                          | -- nicht ausgetragen --              |                                      |                                      |                                      |                                      |                                      | New York City, New York              |
| 2003 | Victor Martinez                      | -- keine --                          | Denise Masino                        | Kim Harris                           | Betty Viana                          | Kelly Ryan                           | Davana Medina                        | New York City, New York              |
| 2004 | Melvin Anthony                       | Yaxeni Oriquen                       | Vilma Caez                           | -- keine --                          | Yaxeni Oriquen                       | -- nicht ausgetragen --              | -- nicht ausgetragen --              | New York City, New York              |
| 2005 | -- Weiterführung als New York Pro -- | -- Weiterführung als New York Pro -- | -- Weiterführung als New York Pro -- | -- Weiterführung als New York Pro -- | -- Weiterführung als New York Pro -- | -- Weiterführung als New York Pro -- | -- Weiterführung als New York Pro -- | -- Weiterführung als New York Pro -- |